# Melaporphyria
Melaporphyria là một chi bướm đêm thuộc họ Noctuidae.

## Loài
- Melaporphyria immortua Grote, 1874